# Nur Hassan Hussein
Nur Hassan Hussein (em somali: Nuur Xasan Xuseen, em árabe: نور حسن حسين‎), também conhecido como Nur Adde (16 de fevereiro de 1937 — Londres, 1 de abril de 2020), foi um político e diplomata somali que ocupou o cargo de primeiro-ministro do seu país de novembro de 2007 a fevereiro de 2009.

## Biografia
Iniciou sua carreira como um funcionário da alfândega em 1958, dois anos antes da independência da Somália. Evoluiu na carreira e tornou-se, através das fileiras da Interpol, agente de ligação na Somália e, finalmente, chefe policial encarregado do planeamento e da formação ao abrigo do antigo regime do ditador Mohamed Siad Barre.
Após estudar direito na Universidade Nacional de Mogadíscio e Escola Fiscal de Direito, em Roma, tornou-se procurador-geral, um cargo que ocupou até 1991, quando o país mergulhou no caos, tendo servido como o Secretário-Geral da Sociedade do Crescente Vermelho Somali (SCRS).
Hussein foi nomeado embaixador na Itália em junho de 2009.
Morreu no dia 1 de abril de 2020 em decorrência da COVID-19.